# Sistema electoral del Senat d'Espanya
El sistema electoral del Senat d'Espanya es caracteritza per dos mètodes d'elecció: mitjançant sufragi indirecte s'elegeix aproximadament una cinquena part dels senadors i l'altra part per sufragi directe.
La base legal de les eleccions al Senat és l'article 69 de la Constitució espanyola de 1978 i els articles 161, 165 i 166 de la Llei Orgànica del Règim Electoral General.
El representants elegits per a ocupar càrrecs al Senat constitueix 208 membres elegits per sufragi universal directe més la quantitat addicional elegida per les assemblees legislatives de les comunitats autònomes per sistema electoral majoritari de vot limitat (sufragi indirecte).

## Senadors elegits per sufragi directe
Les circumscripcions electorals en són 59: 52 són plurinominals i 7 uninominals; els quals són:
- 47 províncies peninsulars amb quatre senadors elegibles per cadascuna d'aquestes.
- Tres illes majors (Gran Canària, Mallorca i Tenerife) amb tres senadors elegibles per cadascuna d'aquestes.
- Set illes o agrupacions (Eivissa-Formentera, Menorca, Fuerteventura, Gomera, Hierro, Lanzarote i La Palma) que són uninominals i elegeixen un senador cadascuna d'aquestes.
- Ceuta i Melilla elegeixen dos senadors cadascuna d'aquestes.

A les circumscripcions plurinominals, les candidatures es presenten en llistes obertes. Açò significa que l'elector pot dissenyar la seua pròpia llista amb candidats de distints partits.
El nombre de vots per persona és menor al nombre de senadors a elegir (vot múltiple limitat). El nombre de candidats que pot votar un elector és de tres candidats si vota a les circumscripcions provincials peninsulars; els d'illes majors i Ceuta i Melilla, dos candidats i la resta, un.
La fórmula electoral és la de la majoria simple: els candidats amb més vots per circumscripció aconsegueixen l'escó.

## Senadors elegits pels parlaments autonòmics
Els diputats autonòmics elegeixen als senadors en l'àmbit territorial de la província mitjançant un sistema electoral majoritari de vot limitat. Cada parlament autonòmic designa un nombre de senadors determinat per un mínim d'un senador més un senador per cada milió d'habitants de la província prenent com a referència el cens de població en el moment de celebració de les eleccions al Senat.
Cada parlament autonòmic elegeix els senadors reunida en ple "mitjançant una fórmula proporcional aplicada a la llista de candidats que presenta cada grup parlamentari".

## Senadors vacants
La LOREG introduí el senador suplent, que cobreix la vacant en cas de mort, incapacitat o renúncia d'un senador. Abans d'aquesta llei, es convocaven eleccions parcials per a cobrir la vacant.